# 天明 (電影)
天明是一部1933年上映的中国无声电影，該電影由孙瑜執導、黎莉莉、高占非等人主演、联华影业公司出品。   該電影也是孙瑜執導的第七部电影。 